# ノバルティス・キャンパス

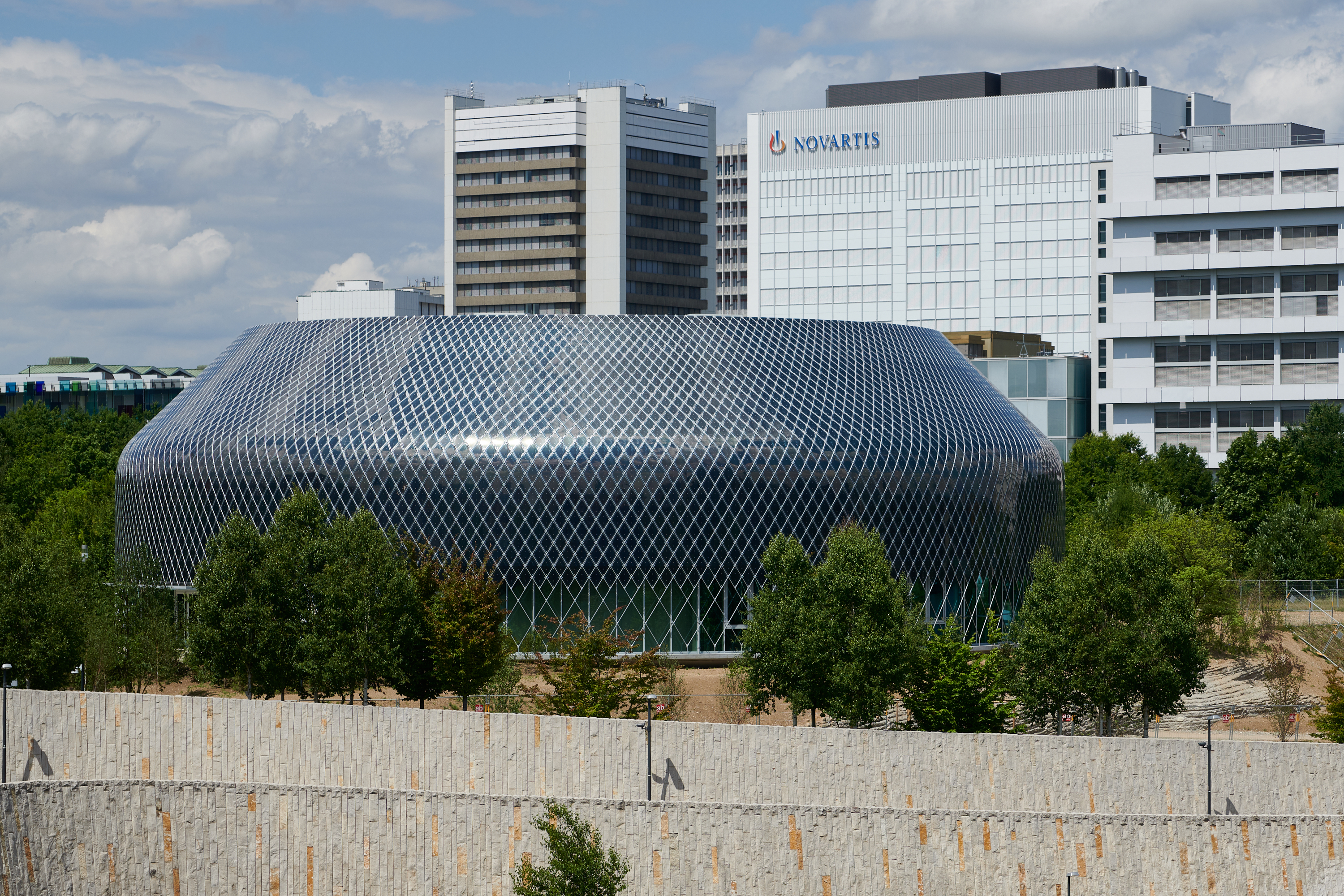
ノヴァルティス・パヴィリオン

ノバルティス・キャンパス（Novartis Campus）は、スイスのバーゼル市に本拠を置くノバルティス（Novartis）の本社キャンパスである。同社は製薬･ヘルスケア分野における世界最大の企業の一つである。
キャンパス内には安藤忠雄、谷口吉生、槇文彦、フランク・ゲーリー、ヘルツォーク&ド・ムーロンなど著名な建築家が設計したオフィス棟などが立ち並んでおり、バーゼルに隣接した市ヴァイル・アム・ラインにあるヴィトラ・キャンパスと並び、建築･都市分野においての最も重要なモデルの一つである。
ノバルティス・キャンパスのマスタープランは、イタリア出身の建築家、都市計画家、およびスイス連邦工科大学チューリッヒ校の名誉教授であるヴィットリオ・マグナーゴ・ランプニャーニ（Vittorio Magnago Lampugnani）により2001年に計画された。
ｃ
キャンパスは2022年10月以降、一般向けに開放もされており、カフェやレストラン、ショップなどの特定エリアの利用が可能である。
2022年4月30日には新たに一般向けのビジターセンター兼ミュージアムとしてノバルティス・パヴィリオンがオープンした。

## 一般開放
・キャンパス開放日時　　　　　　　：月曜日〜金曜日　07:00〜19:00
・ノバルティス・パビリオン開館日時：水曜日〜日曜日　10:00〜18:00（有料）

## 作品[4]
※掲載順番は竣工年順
| 番号 | 竣工年 | 名称                     | 設計者                                                          | 備考                                                   |  |
| ---- | ------ | ------------------------ | --------------------------------------------------------------- | ------------------------------------------------------ |  |
| 1    | 2005年 | フォーラム３             | Diener & Diener Architekten, Gerold Wiederin, Helmut Federle    |                                                        |  |
| 2    | 2006年 | 6号棟                    | Peter Märkli                                                    |                                                        |  |
| 3    | 2006年 | 4号棟                    | SANAA                                                           |                                                        |  |
| 4    | 2007年 | メインゲート, 2号棟      | Marco Serra                                                     |                                                        |  |
| 5    | 2007年 | 16号棟                   | Adolf Krischanitz                                               |                                                        |  |
| 6    | 2008年 | 12号棟                   | ヴィットリオ・マグナーゴ・ランプニャーニ,Studio di Architettura |                                                        |  |
| 7    | 2009年 | 14号棟                   | ホセ・ラファエル・モネオ                                        |                                                        |  |
| 8    | 2009年 | 15号棟                   | フランク・ゲーリー                                              |                                                        |  |
| 9    | 2009年 | スクエア３               | 槇文彦                                                          |                                                        |  |
| 10   | 2010年 | 28号棟                   | 安藤忠雄                                                        |                                                        |  |
| 11   | 2010年 | 22号棟                   | デイヴィッド・チッパーフィールド                                |                                                        |  |
| 12   | 2010年 | 10号棟                   | 谷口吉生                                                        |                                                        |  |
| 13   | 2011年 | フィジック・ガーデン３   | Eduardo Souto de Moura                                          |                                                        |  |
| 14   | 2011年 | フィルヒョウ３           | アルヴァロ・シザ                                                | 名称はルドルフ・ルートヴィヒ・カール・フィルヒョウから |  |
| 15   | 2014年 | 18号棟                   | アルヴァロ・シザ                                                |                                                        |  |
| 16   | 2015年 | アスクレーピオス６       | ヘルツォーク&ド・ムーロン                                       | 名称はアスクレーピオスから                             |  |
| 17   | 2015年 | フィルヒョウ１６         | Rahul Mehrotra                                                  | 名称はルドルフ・ルートヴィヒ・カール・フィルヒョウから |  |
| 18   | 2022年 | ノバルティス・パビリオン | AMDL Circle,Michele De Lucchi                                   | ミュージアム, 入場有料                                 |  |

## アクセス[5]
・ユーロエアポート・バーゼルから(所要時間15分)
空港高速バスPTT50に乗り、カンネンフェルト広場で下車。トラム1番(Dreirosenbrücke方面)に乗り換え、ノバルティス・キャンパス停留所で下車。
・トラム(所要時間10分)
バーゼル・バディッシャー駅トラム6番(Allschwil方面)またはトラム2番(Binningen方面)に乗り、Messeplatz停留所で下車。トラム14番(Dreirosenbrücke方面)に乗り換え、ノバルティス・キャンパス駅で下車。
・自転車
キャンパス内には屋根付き駐輪場が複数あり、一般来訪者も利用可。